# Kirchenkreis Zossen-Fläming
Der Kirchenkreis Zossen-Fläming ist einer von fünf Kirchenkreisen der Evangelischen Kirche Berlin-Brandenburg-schlesische Oberlausitz im Sprengel Görlitz.
Sein Gebiet umfasst den größten Teil des Landkreises Teltow-Fläming sowie einige Gemeinden im Landkreis Dahme-Spreewald.

## Geschichte
Der Kirchenkreis ging am 1. Juni 2008 aus der Fusion der Kirchenkreise Zossen und Niederer Fläming hervor. Letzterer war 1998 aus den Kirchenkreisen Jüterbog und Luckenwalde sowie Teilen des Kirchenkreises Luckau gebildet worden. Im selben Jahr wurde der Kirchenkreis Zossen, der schon kurz nach der Einführung der Reformation im Kurfürstentum Brandenburg als Inspektion Zossen gegründet wurde, um einige Kirchengemeinden aus den aufgelösten Kirchenkreisen Königs Wusterhausen und Teltow erweitert.

## Organisation

### Öffentlichkeitsarbeit
Seit 1. Juni 2015 gibt es einen kreiskirchlich Beauftragten für Öffentlichkeitsarbeit mit 50 Prozent Stellenanteilen. Im Konzept Öffentlichkeitsarbeit im Kirchenkreis Zossen-Fläming wird ein eigenes Logo erwähnt.

### Territoriale Gliederung
Es gibt
- Regionen: 7[4]
- Pfarrsprengel: 24[5] oder 26[6]
- Kirchengemeinden: rund 60[7]

| Region   | Beschreibung                                 | Pfarrsprengel und Kirchgemeinden |
| -------- | -------------------------------------------- | --- |
| Region 1 | Blankenfelde-Mahlow und Rangsdorf            | Kirchengemeinde Blankenfelde-Jühnsdorf, Kirchengemeinde Dahlewitz-Diedersdorf, Invitaskirchengemeinde Glasow-Mahlow, Pfarrsprengel Rangsdorf-Groß Machnow mit Kirchengemeinde Rangsdorf und Kirchengemeinde Groß Machnow-Klein Kienitz |
| Region 2 | Ludwigsfelde und Trebbin                     | Pfarrsprengel Christinendorf-Glienick mit Kirchengemeinde Christinendorf und Kirchengemeinde Glienick, Pfarrsprengel Löwenbruch-Ahrensdorf mit Kirchengemeinde St. Anna Löwenbruch und Kirchengemeinde Zum guten Hirten Ahrensdorf, Pfarrsprengel Ludwigsfelde mit Kirchengemeinde Ludwigsfelde (St. Michael) und Kirchengemeinde Kerzendorf, Pfarrsprengel Trebbin mit Kirchengemeinde Trebbin und Kirchengemeinde Thyrow |
| Region 3 | Zwischen Zossen und Baruth/Mark              | |
| Region 4 | Mittenwalde und Dahmeland                    | |
| Region 5 | Luckenwalde und Nuthe-Urstromtal             | |
| Region 6 | Dahme/Mark, Am Golmberg und Niederer Fläming | |
| Region 7 | Rund um Jüterbog                             | |

## Sakralbauten

### Kirchengebäude
Im Kirchenkreis gibt es über 130 Kirchengebäude.

### Friedhöfe
| Name                                      |
| ----------------------------------------- |
| Friedhof Ahrensdorf                       |
| Friedhof Bardenitz                        |
| Blankenfelde Waldfriedhof                 |
| Friedhof Borgisdorf                       |
| Friedhof Buckow                           |
| Friedhof Frankenfelde                     |
| Friedhof Fröhden                          |
| Friedhof Gebersdorf                       |
| Friedhof Genshagen                        |
| Friedhof Glienick                         |
| Friedhof Gölsdorf                         |
| Friedhof Görsdorf                         |
| Friedhof Gräfendorf                       |
| Friedhof Gröben                           |
| Friedhof Groß Ziescht                     |
| Friedhof Grüna                            |
| Friedhof Höfgen                           |
| Friedhof Hohenahlsdorf                    |
| Friedhof Jühnsdorf                        |
| Jüterbog Jakobifriedhof                   |
| Jüterbog Liebfrauenfriedhof               |
| Friedhof Kaltenborn                       |
| Friedhof Kemlitz                          |
| Friedhof Kloster Zinna                    |
| Friedhof Körbitz                          |
| Friedhof Kossin                           |
| Friedhof Lichterfelde                     |
| Friedhof Liepe                            |
| Friedhof Ließen                           |
| Friedhof Lindow                           |
| Friedhof Luckenwalde Vor dem Baruther Tor |
| Friedhof Mahlow                           |
| Friedhof Markendorf                       |
| Friedhof Märkisch Buchholz                |
| Friedhof Märkisch Wilmersdorf             |
| Friedhof Meinsdorf                        |
| Friedhof Merzdorf                         |
| Friedhof Niedergörsdorf                   |
| Friedhof Niederseefeld                    |
| Friedhof Nudow                            |
| Friedhof Nunsdorf                         |
| Friedhof Oehna                            |
| Friedhof Paplitz                          |
| Friedhof Pechüle                          |
| Friedhof Petkus                           |
| Friedhof Prensdorf                        |
| Friedhof Rangsdorf                        |
| Friedhof Riesdorf                         |
| Friedhof Schlenzer                        |
| Friedhof Sernow                           |
| Friedhof Siethen                          |
| Friedhof Thyrow                           |
| Friedhof Trebbin                          |
| Friedhof Wahlsdorf                        |
| Friedhof Waltersdorf                      |
| Friedhof Welsickendorf                    |
| Friedhof Werbig                           |
| Friedhof Werder                           |
| Friedhof Wiepersdorf                      |
| Friedhof Wölmsdorf                        |
| Friedhof Zagelsdorf                       |
| Friedhof Zellendorf                       |